# Мокока, Стивен
Стивен Мокока (род. 31 января 1985, Мафикенг) — южноафриканский бегун на длинные дистанции.

## Биография
На олимпийских играх 2012 года занял 49-е место в марафоне с результатом 2:19.52. Победитель летней Универсиады 2013 года в беге на 10 000 метров с результатом 28.45,96.
На чемпионате мира 2011 года занял 13-е место на дистанции 10 000 метров. Занял 8-е место на чемпионате мира по полумарафону 2012 года, показав время 1:02.06. В 2012 году занял 4-е место на Шанхайском марафоне с результатом 2:09.43.
18 мая 2014 года занял 3-е место на 10-километровом пробеге Great Manchester Run с результатом 29.11. 2 ноября выиграл Шанхайский марафон с результатом 2:08.43.
10 мая финишировал на 2-м месте на пробеге Great Manchester Run — 27.38.

## Чемпионаты мира по кроссу
- 2008 — 74-е место
- 2009 — 32-е место
- 2010 — 22-е место
- 2011 — 15-е место

## Рекорды
6 марта 2022 года в Гебехе установил первый рекорд мира в беге на 50 км, зарегистрированный ИААФ.